# Afonso Domingues de Linhares
Afonso Domingues de Linhares, ou simplesmente Afonso Domingues ou também conhecido por Afonso Correia (Linhares da Beira - Segóvia, 15 de Maio de 1397), foi bispo da Guarda e de Segóvia no final do século XIV.
Tinha, como sua propriedade, o Senhorio dos Lagares d'El-Rei e que fazia parte dos bens em Lisboa, que lhe foram confiscados, por este ter escolhido o lado de Castela, e que foram dados pelo novo rei D. João I de Portugal, em 24 de Agosto de 1385, a Afonso Pires da Charneca pelos seus feitos.

## Biografia
Tinha domínio do Direito canónico, segundo alguns autores teria frequentado a Universidade de Paris e aí obtido o doutoramento em Cânones. Assim como, é sabido da sua convivência com a Cúria pontifícia, exercendo o papel de Ouvidor da Rota durante o pontificado de Urbano VI.
Em 1350, Afonso Domingues, era reitor da igreja de Santa Maria de Sinde e raçoeiro de Santa Maria de Linhares.
Mais tarde, em 1354, é um dos cónegos residentes do Cabido da Sé de Lisboa, alcançando a posição de chantre.
Em  1359 ocupa o lugar de deão da Diocese da Guarda e posteriormente o bispado da mesma.
Por acção diplomática ao serviço do rei D. Fernando I de Portugal, desloca-se a Medina del Campo, no dia 12 de Dezembro de 1379, na publicação da sentença de nulidade de casamento que havia sido combinado entre a infanta D. Isabel com D. Alfonso, infante de Castela, na sequência do tratado de Santarém, assinado seis anos antes.
Acompanha igualmente o segundo projeto de casamento da infanta D. Beatriz, dos cinco que lhe foram impostos entre 1379 e 1383. Nessa altura, em Cáceres, negociava-se o seu matrimónio com o infante D. Enrique, filho do rei Juan I de Castela. É, a seguir, na qualidade de curador da referida princesa que participa nas Cortes realizadas em Sória com o propósito de receber a respectiva homenagem das autoridades castelhana. Anos mais tarde, no paço ribatejano de Salvaterra de Magos a 2 de Abril de 1383, é celebrada uma missa pelo nosso Afonso Domingues, em que D. Beatriz renunciou aos quatro esponsórios anteriormente contraídos, através do juramento no Corpo de Deus apresentado na ocasião pelo biografado, permitindo que ela contraísse matrimónio com o próprio referido D. Juan. Nessa altura, já faz parte do conselho real. Após consumado esse casamento o bispo da Guarda segue para Castela.
Após a morte do rei de Portugal, mantém-se ao lado da infanta e seu marido castelhano pela pretensão da obtenção do Reino de Portugal, chegando a receber as forças militares espanholas na sua diocese a quando da sua invasão em Janeiro de 1384, ao qual se lhe opuseram o alcaide do castelo Álvaro Gil Cabral. Certamente ter-se-ia retirado definitivamente para as terras castelhanas no seguimento do insucesso da campanha.
O papa Bento XIII, em Novembro de 1394, transfere-o para a Diocese de Segóvia.